# Сербия на зимних Олимпийских играх 2022
Сербия на Зимних Олимпийских играх 2022 года в Пекине была представлена двумя спортсменами в горнолыжном спорте. Знаменосцем сборной на церемонии открытия стал Марко Вукичевич. Олимпийских медалей сербским спортсменам завоевать не удалось.

## Горнолыжный спорт
В первом тренировочном заезде соревнований по скоростному спуску у мужчин Марко Вукичевич занял 52 место из 56, показав результат 1:52.98 (отставание 8.98 от лидера). Во втором тренировочном заезде стал 50-м (1:52.35, отставание 8.63). Третий тренировочный заезд был отменён. В финальном заезде Вукичевич не финишировал (DNF).
В супергиганте Марко Вукичевич стал последним из финишировавших спортсменов, заняв 34 место с результатом 1:29.45 (отставание 9.51 от лидера).
Невена Игнятович в первом тренировочном заезде соревнований по скоростному спуску у женщин стала 43-й, показав результат 1:43.25 (отставание 9.78 от лидера). Второй тренировочный заезд был отменён. В третьем тренировочном заезде Невена Игнятович заняла 42 место из 45 (1:39.18, отставание 6.00). В финальном заезде стала предпоследней из финишировавших, заняв 30 место с результатом 1:40.73 (отставание 8.86 от лидера). В комбинации Игнятович была дисквалифицирована (DSQ).